# Augustijnenkerk (Brussel)
De voormalige Augustijnenkerk in Brussel was een barokkerk die bestond van 1620 tot 1893. Ze moest plaats ruimen voor het De Brouckèreplein.

## Geschiedenis
De augustijnen installeerden zich in 1589 in Brussel, op een plaats die sinds 1336 betrokken was door franciscanenbroeders van de derde orde (de Broerkens van de Grecht, een verwijzing naar de Wolvengracht). Na het neerslaan van de Brusselse republiek werden de oude bezwaren tegen het binnenhalen van kloosterorden grotendeels opzij geschoven. De broeders verkochten hun klooster aan de Mechelse augustijnenprior Hendrik Jaupen en traden in bij de aldus gecreëerde augustijnenvestiging. De stadsmagistraat stelde de augustijnen vrij van accijns in ruil voor het opdragen van misvieringen in het stadhuis (een kwartaal van elk jaar). Ze deden ook dienst als brandweer en deelden brood uit aan de armen (Wolf-grecht-brood, vandaar later Pain à la grecque), maar hun voornaamste bijdrage aan het stedelijk leven was de school die ze vanaf 1603 inrichtten. In de Grieks-Latijnse humaniora zaten rond 1650 al 500 leerlingen.

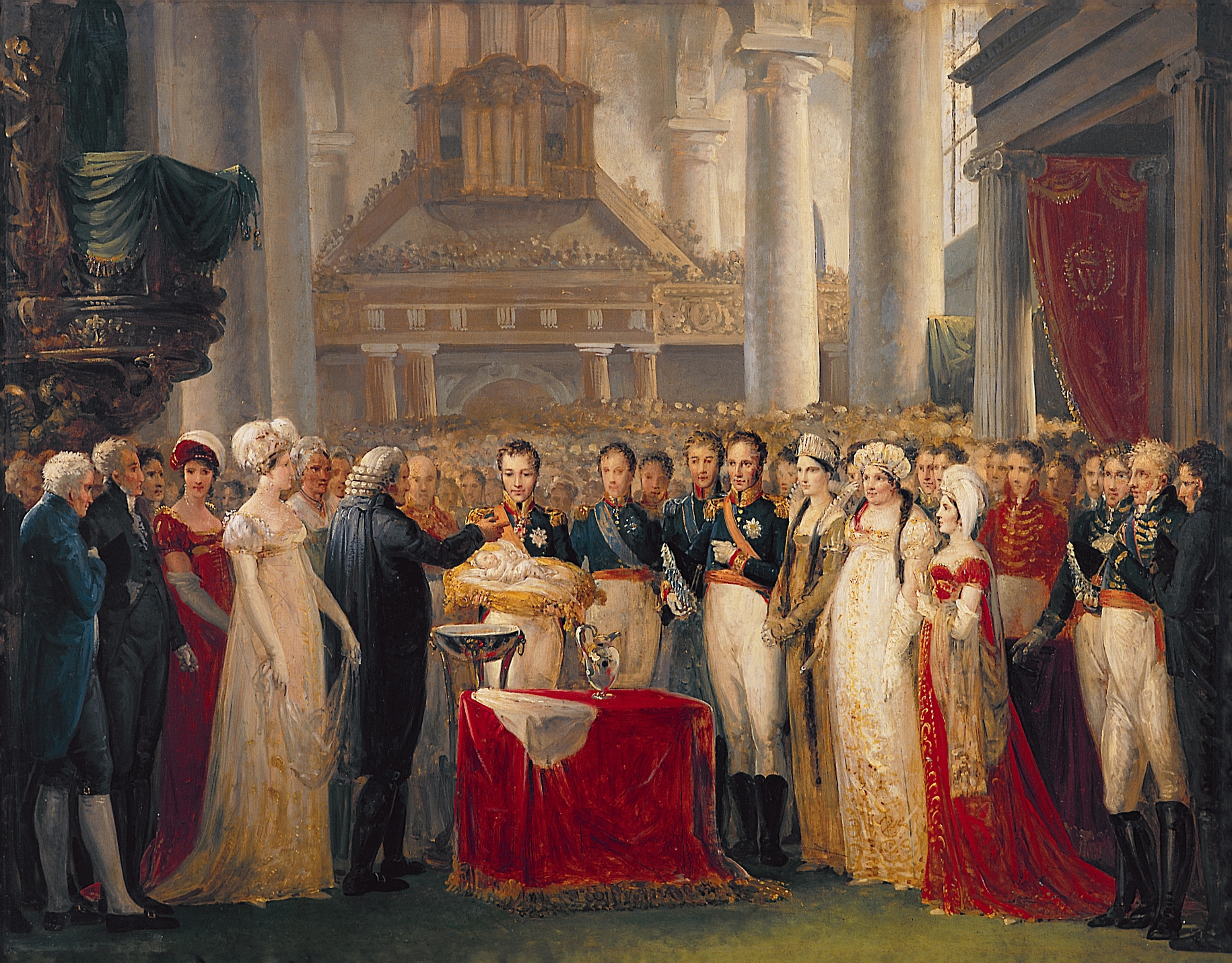
Doop van Willem III op 27 maart 1817 in de Augustijnentempel.

Door tussenkomst van aartshertogin Isabella kregen de augustijnen in 1615 een nieuw terrein, waar ze architect Jacob Franquart vanaf 1620 een kerk lieten bouwen. Op 1 november 1642 wijdde aartsbisschop Boonen de kerk in, met als schutspatronen Maria, Augustinus en Apollonia. Om de enorme bouwkosten te dragen, hielden de augustijnen een loterij, een uiterst doeltreffende maatregel aangezien ze achteraf weigerden de prijzen uit te betalen.
In 1796, onder de Franse bezetting, werden de augustijnen verjaagd en werd hun kerk een kliniek. In 1815 werden de gewonden van de slag bij Waterloo er verzorgd. Onder het Verenigd Koninkrijk der Nederlanden werd het kerkgebouw heropend voor de erediensten van de Protestantse Kerk van Brussel en van de Anglicanen. De latere koning Willem III der Nederlanden werd er in 1817 gedoopt. De laatste eredienst was op 21 augustus 1830 waarna het gebouw, een symbool van koninklijke macht, door Belgische opstandelingen werd ingenomen. Het Voorlopig Bewind richtte er een concertzaal in waar onder meer Hector Berlioz kwam optreden (1842). Nadien werd het gebouw gebruikt als centraal postkantoor (1875).
Bij de overwelving van de Zenne werden grote uitgaven gedaan om de kerk te behouden. Architect Léon Suys liet zijn Centrale Boulevard tegen de gevel ervan doodlopen. Burgemeester Jules Anspach drukte in 1873 de wens uit dat het "vormeloze krot", zoals hij de kerk noemde, zou verdwijnen voor een gebouw met een passende monumentale gevel. Uiteindelijk forceerde koning Leopold II dat er in het centrum ruimte zou worden gecreëerd en werd de kerk alsnog gesloopt voor de aanleg van het Brouckèreplein en de Anspachfontein (1893). De barokke voorgevel werd steen voor steen gerecupereerd en vormt nu de voorgevel van de Drievuldigheidskerk in Elsene.
In het centrum herinnert de Augustijnenstraat (rue des Augustins) nog aan hun vroegere aanwezigheid.

## Broederschap van de slaven van de Maagd Maria
Onder Spaans bewind werd op 15 augustus 1626 in de kerk een broederschap opgericht van de "slaven van de Maagd Maria". Volgens het register bewaard in de Koninklijke Bibliotheek van België was het een hoogadellijk gezelschap. Bij de intrede legden de broeders geloften van een voorbeeldig christelijk leven af en kregen ze een kettinkje als teken van hun onderwerping aan de Maagd.
De Franse markiezin Émilie du Châtelet maakte zich tijdens haar verblijf in Brussel in 1741 lid van de broederschap. Ze was zelfs proost en had een ereplaats in de meiprocessie. Opmerkelijk is dat haar antiklerikale gezel Voltaire bij die gelegenheid de standaard droeg.

## Overblijfselen
- De voorgevel werd tijdens de stadsrenovatie steen per steen afgebroken en overgebracht naar Elsene, waar ze als Heilige Drievuldigheidskapel werd heringwijd.
- De zijaltaren zijn verhuisd naar de Sint-Joostkerk.
- De naturalistische preekstoel van Marc de Vos (1697) prijkt in de Zavelkerk.